# Offlumer See
Der Offlumer See ist ein durch Kies- und Sandabbau entstandener Baggersee in Nordrhein-Westfalen und liegt in der Neuenkirchener Bauerschaft Offlum auf dem Münsterländer Kiessandzug.

## Geschichte
Schon seit dem 19. Jahrhundert gab es Sand- und Kiesabbau an zahlreichen Stellen auf dem Münsterländer Kiessandzug, einer Ablagerung aus der Saaleeiszeit. Nach dem Einmarsch der britischen Truppen am Ende des Zweiten Weltkrieges wurden hier die sogenannten Herzogs Tannen gefällt und ein Panzerfriedhof eingerichtet. Nach dem Abräumen des Geländes begann 1951 der Abbau der reichen Quarzvorkommen im großen Stil.
Die Westfälischen Sand- und Tonwerke Dr. Müller & Co., später Euroquarz GmbH, betrieben bereits seit 1937 ein Kieswerk wenige 100 m südöstlich des späteren Offlumer Sees. Die Firma konnte so ihre schon bestehenden Verladeeinrichtungen an der Wettringer Straße und den Bahnanschluss an die Bahnstrecke Rheine–Ochtrup (heute Radweg) nutzen. Die Tiefentsandung erfolgte zunächst mit einem Schwimmbagger und später auch mit Saugbaggern. In großen Trichtersilos wurde das Material zwischengelagert und mit Förderbändern zum Aufbereitungswerk an der Bahntrasse transportiert. In den 1960er Jahren waren bis zu 600 Menschen mit der Sand- und Kiesgewinnung am Offlumer See beschäftigt.
Der gewonnene Kies und Sand wurde vorwiegend in der Bauwirtschaft verwendet, aber es gab auch ausgefallenere Zwecke. So diente spezieller Sand der Eisenbahn als Bremsmittel. In besonderen Sortierungen findet Quarzkies aus Offlum noch heute Verwendung als Filterkies in der Wasseraufbereitung. Spezielle Sortierungen des Quarzsandes wurden in alle Welt exportiert, sogar auch bis in die Sahara.

## Wasserqualität
Der See hat eine ausgezeichnete Wasserqualität und ist ein fischreiches Gewässer. Der ganze See liegt in der Wasserschutzzone 3a des Wasserwerks der Stadt Ochtrup.

## Naherholungsgebiet
Seit dem Jahr 2005 ist die Sandgewinnung eingestellt und die technischen Anlagen sind heute zurückgebaut. Neben dem jetzt fast 50 ha großen See zeugen nur noch drei große Trichtersilos von den jahrzehntelangen Aktivitäten. Im Rahmen der Regionale 2004 (Projekt: „Sprung über die Kiesbank“, das auch die Haddorfer Seen umfasst) ist der Offlumer See zu einer touristischen Attraktion für Neuenkirchen geworden. Unter anderem wurden eine Strandpromenade gebaut und die Trichtersilos umgesetzt. Sie stehen nun als weithin sichtbare Aussichtsplattform oberhalb der Strandpromenade und werden Trichtertürme genannt. Ein Seecafé an der Strandpromenade wurde zu Ostern 2007 eröffnet. Seit dem Jahr 2008 gibt es Pläne den See und das Umfeld mit weiteren Angeboten noch attraktiver zu gestalten.

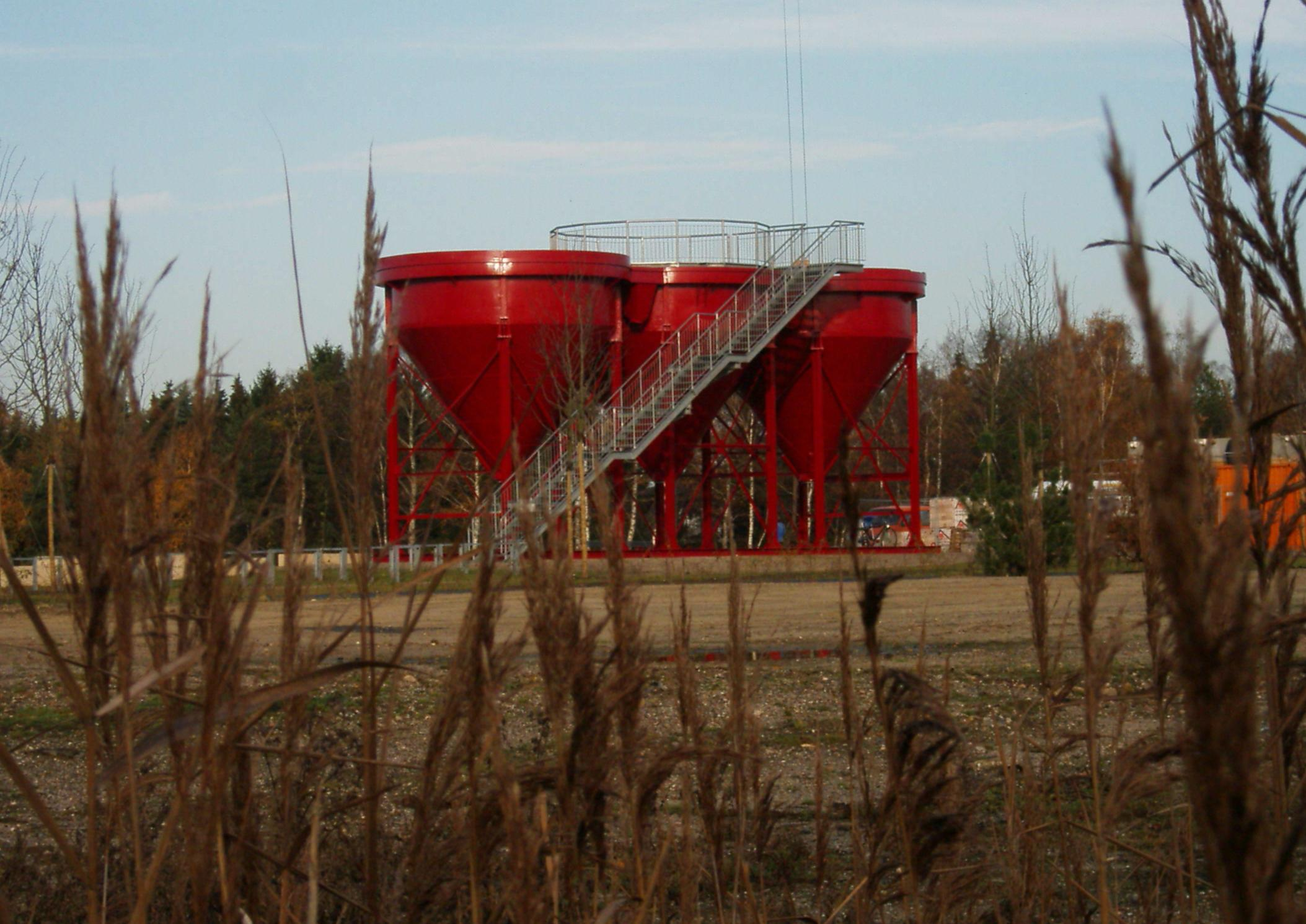
Die Trichtertürme als Aussichtsplattform
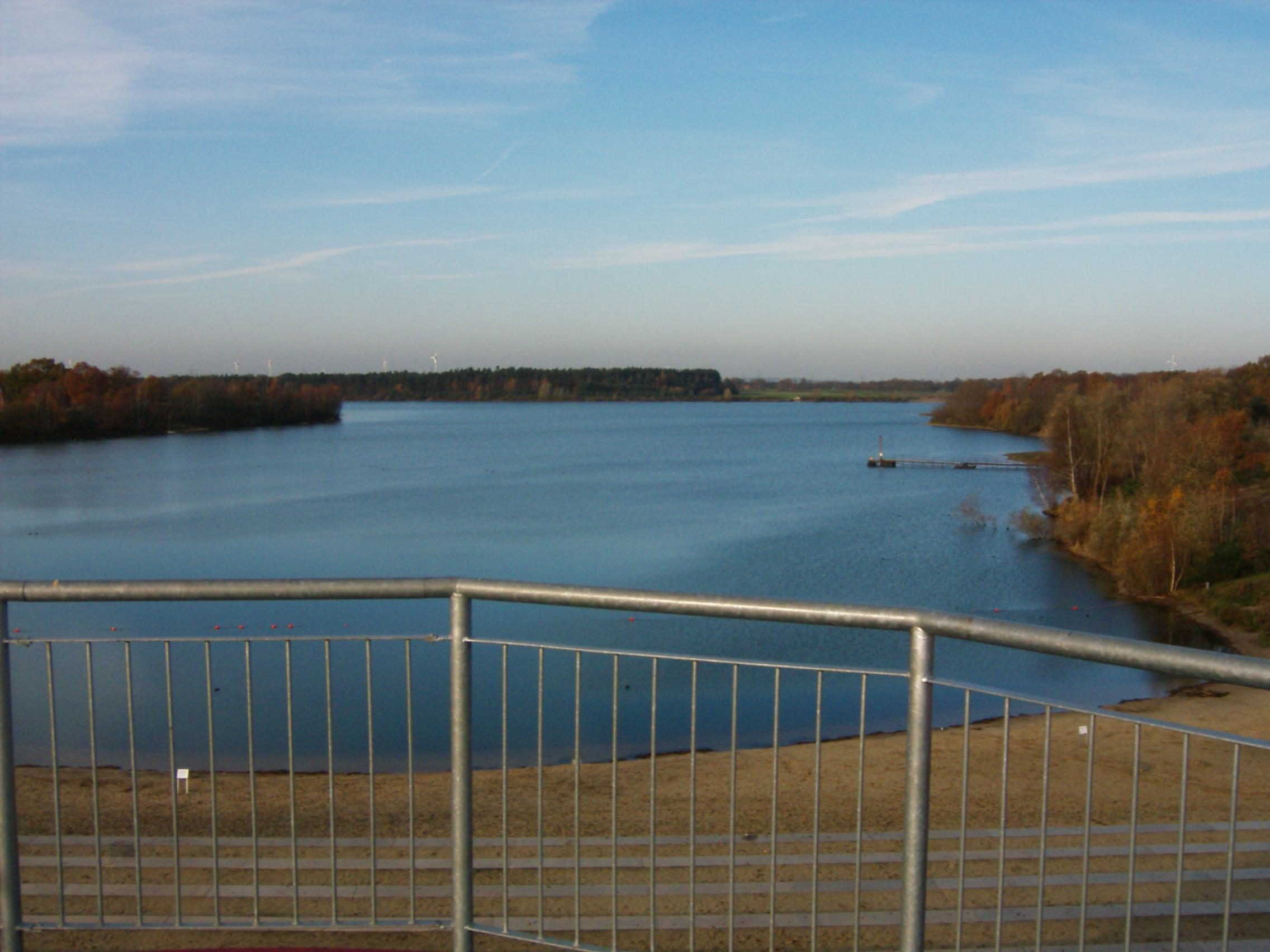
Blick über den See von der Aussichtsplattform
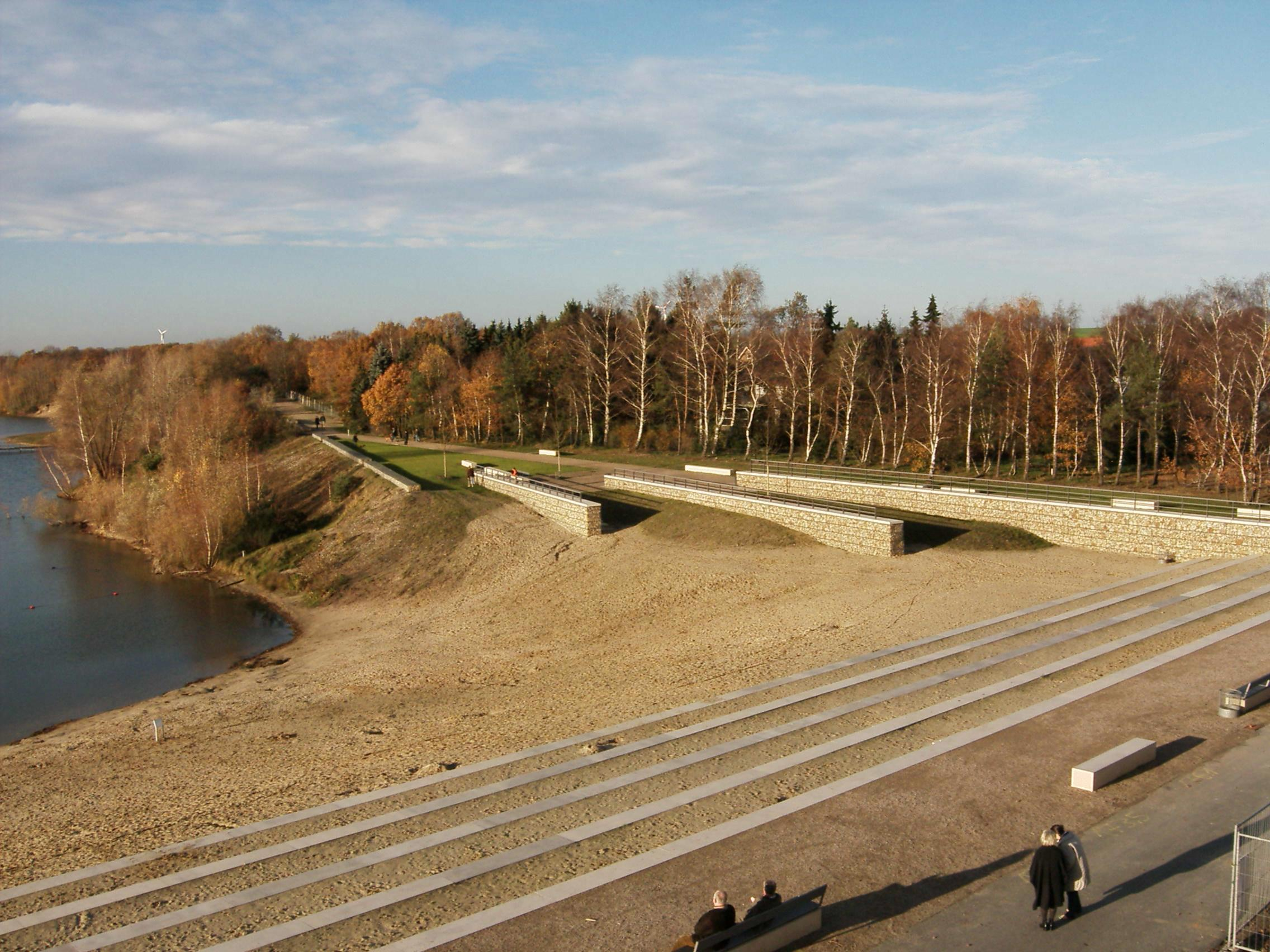
Gabionen und Strandpromenade
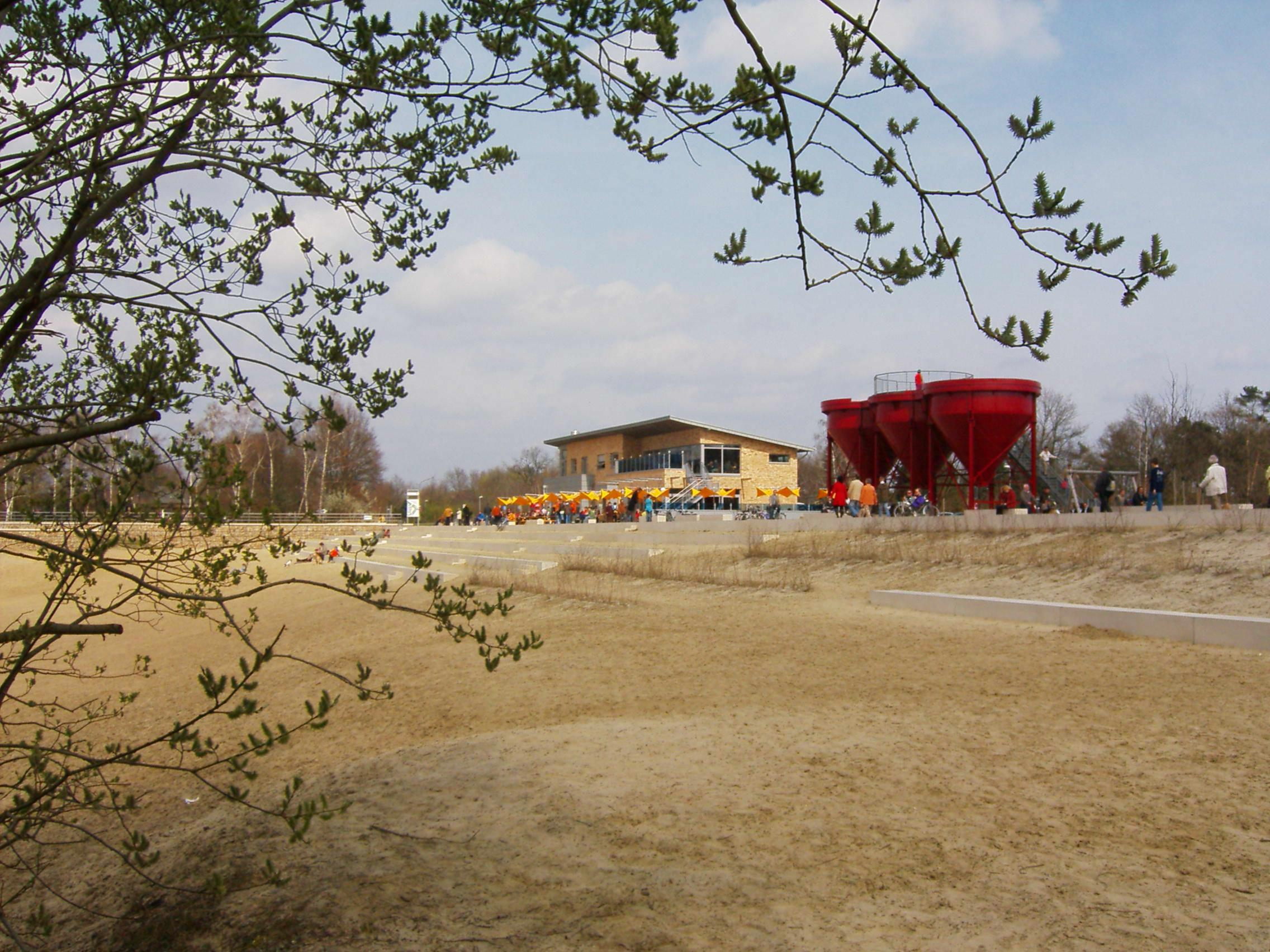
Seecafé am Offlumer See
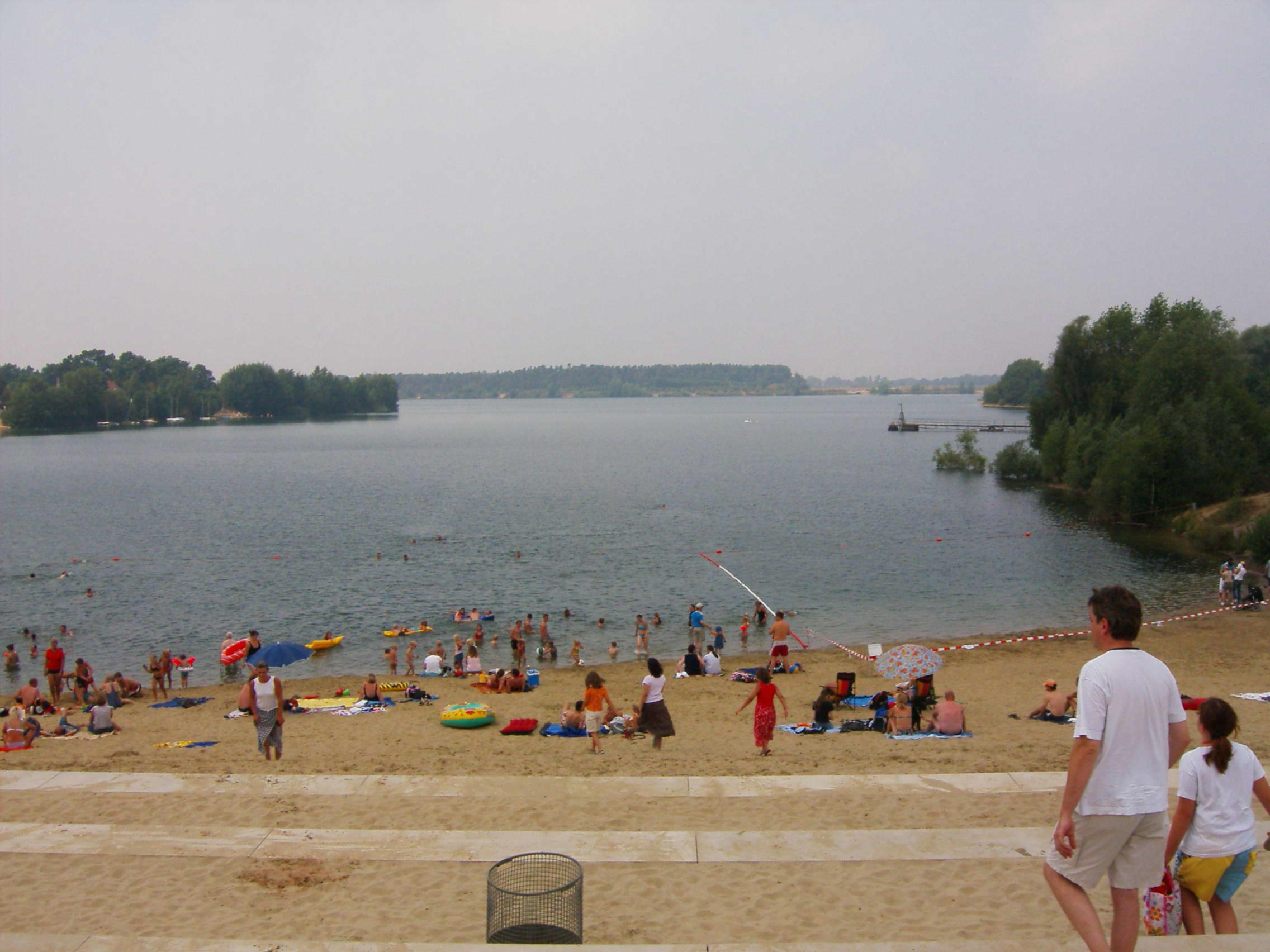
Offlumer See im Sommer
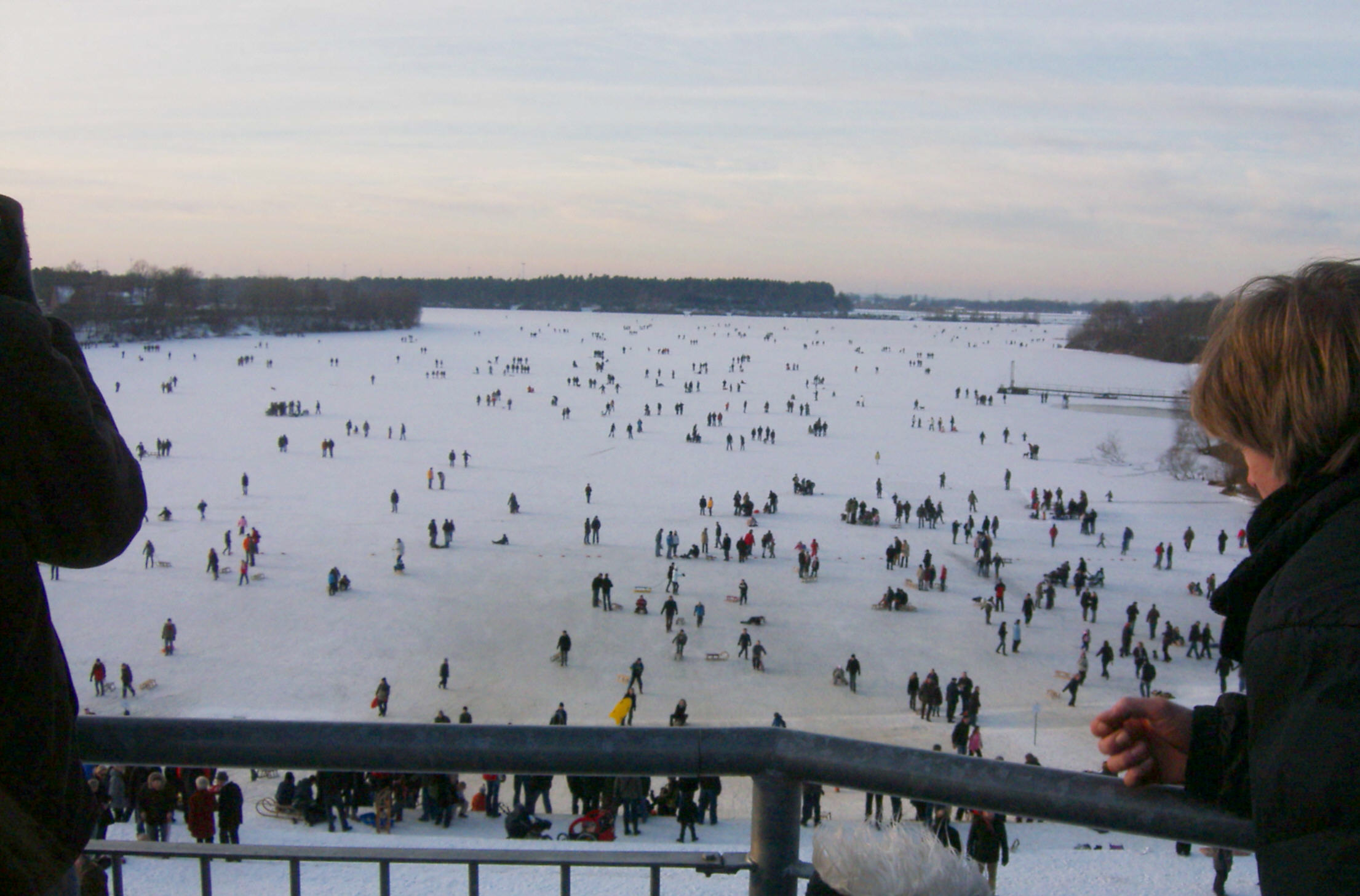
Der zugefrorene See
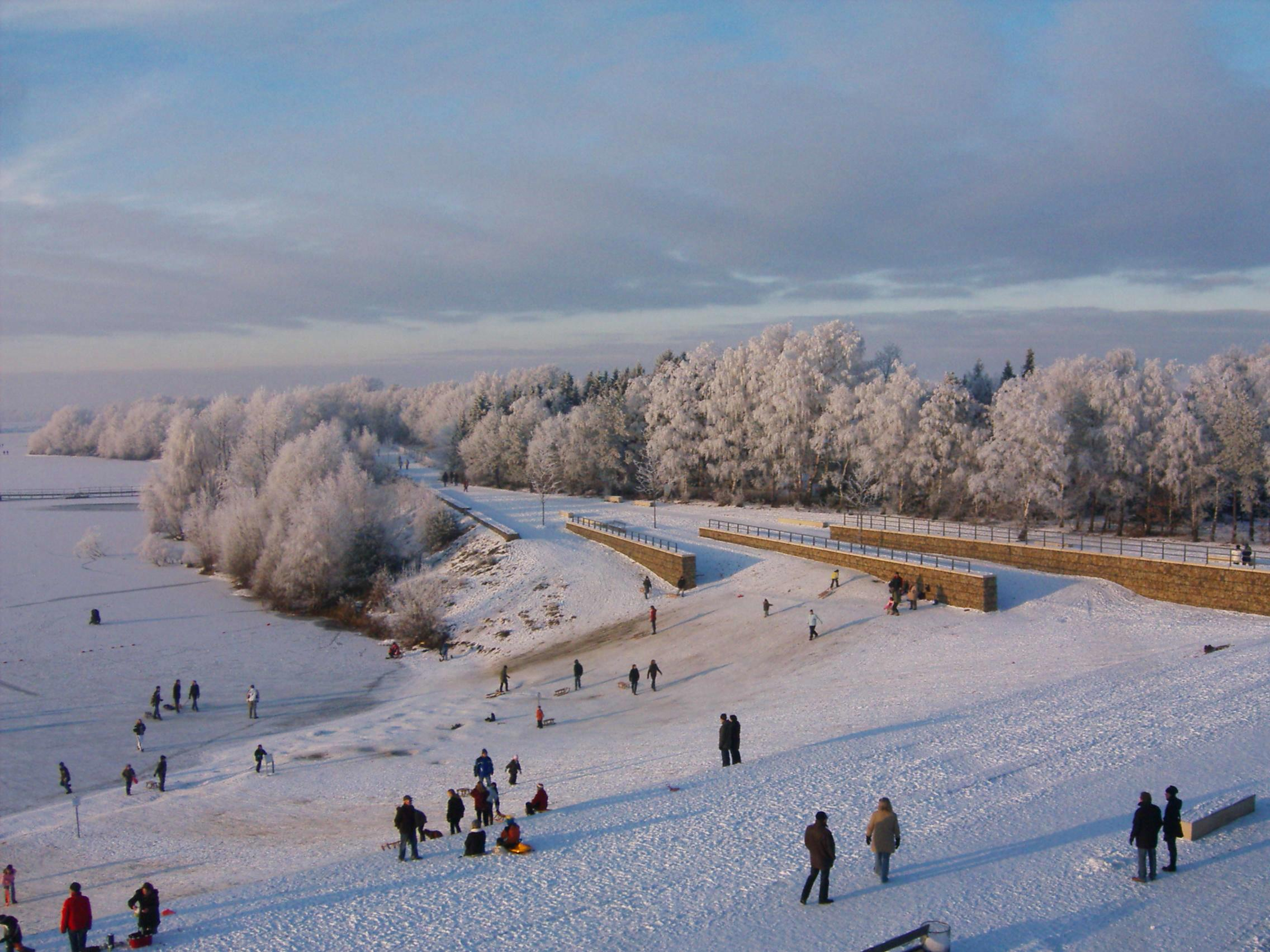
Gabionen im Winter
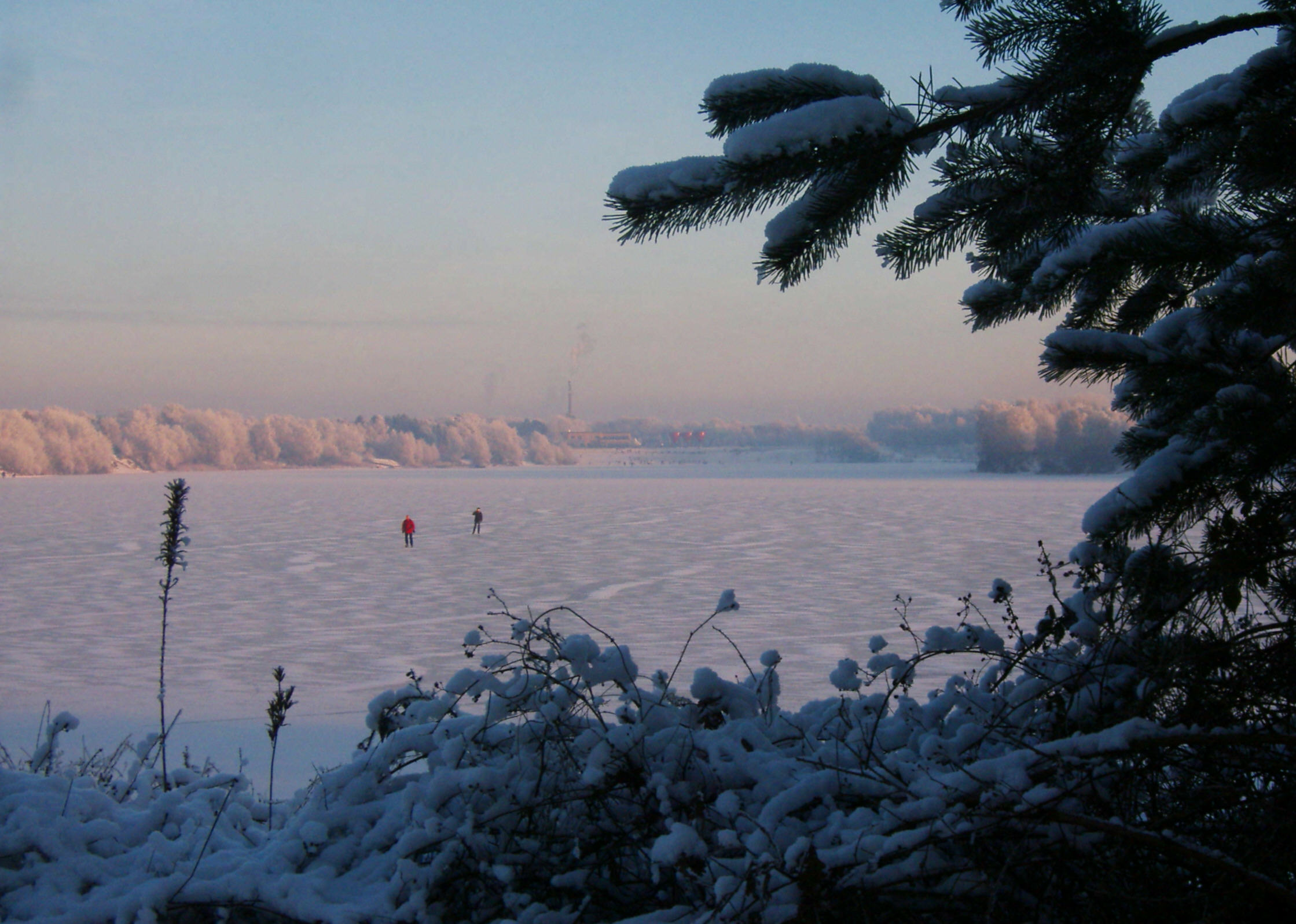
Schlittschuhläufer auf dem See